# Awel-Ninurta
Awel-Ninurta war ein hoher Beamter unter dem altbabylonischen König Hammurapi.
Awel-Ninurta war im Königspalast in Babylon eine Art Leiter der Kanzlei Hammurapis. In einer großen Anzahl von Briefen, aufgefunden in Larsa und Mari, gibt er Anweisungen in Verwaltungsangelegenheiten. Es handelt sich hierbei z. B. um Landzuweisungen oder das Abholzen von Wäldern.